# Spareby
 Spareby  er Joakim von Ands bogholder, der ofte irriterer ham ved at minde ham om udgifter og må overbringe ham de sørgelige nyheder om tab.